# Lucy Hall
Lucy Margaret Hall (Leicester, 21 de febrer de 1992) és una esportista britànica que competeix en triatló, guanyadora de dues medalles al Campionat Europeu de Triatló, or en 2016 i bronze en 2015.

## Palmarès internacional
| Campionat Europeu | Campionat Europeu  | Campionat Europeu | Campionat Europeu |
| Any               | Lloc               | Medalla           | Prova             |
| ----------------- | ------------------ | ----------------- | ----------------- |
| 2015              | Ginebra ( Suïssa)  | 3                 | Relleu mixt       |
| 2016              | Lisboa ( Portugal) | 1                 | Relleu mixt       |